# Mikko Hirvonen
Mikko Hirvonen (Kannonkoski, 31 juli 1980) is een Fins rallyrijder. Hij was actief in het wereldkampioenschap rally tussen 2002 en 2014; eerst voor Subaru, vervolgens Ford en later ook Citroën. Hij werd vice-wereldkampioen in de seizoenen 2008, 2009, 2011 en 2012. Hij reed zijn laatste seizoen in 2014 bij het team van M-Sport.

## Carrière

### Vroege carrière
Hirvonen maakte in 1998 zijn debuut in de rallysport. Vier jaar later, in 2002, won hij het 1600cc kampioenschap in Finland, achter het stuur van een Renault Clio S1600, een auto waarmee hij tevens debuteerde in het WK voor eigen publiek Finland, datzelfde jaar. Als jongeling werd hij voor het seizoen 2003 ingezet als derde rijder bij het fabrieksteam van Ford, achter het stuur van de Ford Focus RS WRC. In een verder vrij onzichtbaar seizoen behaalde hij zijn eerste punten tijdens de WK-ronde in Cyprus, waar hij tot een zesde plaats kwam. Zijn consistente optreden Ford, bezorgde Hirvonen voor het seizoen 2004 een kans bij het team van Subaru, actief met de Impreza WRC, als teamgenoot van de op dat moment regerend wereldkampioen Petter Solberg.

### Wereldkampioenschap rally

#### 2004: Subaru

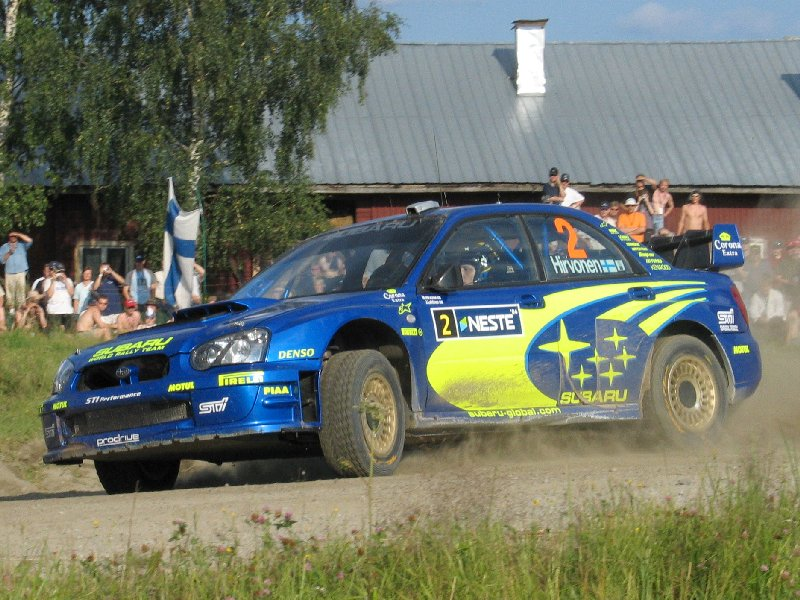
Hirvonen actief voor Subaru tijdens de Rally van Finland in 2004

Hirvonen kreeg van Subaru de opdracht mee een consistente tweede rijder te zijn, echter was dit in uitvoering minder geslaagd. In tegenstelling tot Solberg, verliep het seizoen moeizaam voor Hirvonen, die gekenmerkt werd door een reeks beginnersfouten. Hoge noteringen in het klassement waren tevens een schaarste en Hirvonen werd na het eind van het seizoen uit het team gezet. Noodgedwongen reed Hirvonen in het seizoen 2005 een gelimiteerd programma met een eigen geprepareerde Ford Focus WRC. Hierin liet hij zich weer van zijn goede kant zien en wist zich met zijn privé-ingeschreven auto menigmaal te mengen bij de rijders in de fabrieksauto's. Dit zorgde voor een gastoptreden met Ford in Finland, en in Japan voor het team van Škoda met de Fabia WRC, wat hij wist te vervolgen met een sterke derde plaats in de asfaltwedstrijd in Catalonië, wederom in eigen materiaal.

#### 2006-2011: Ford

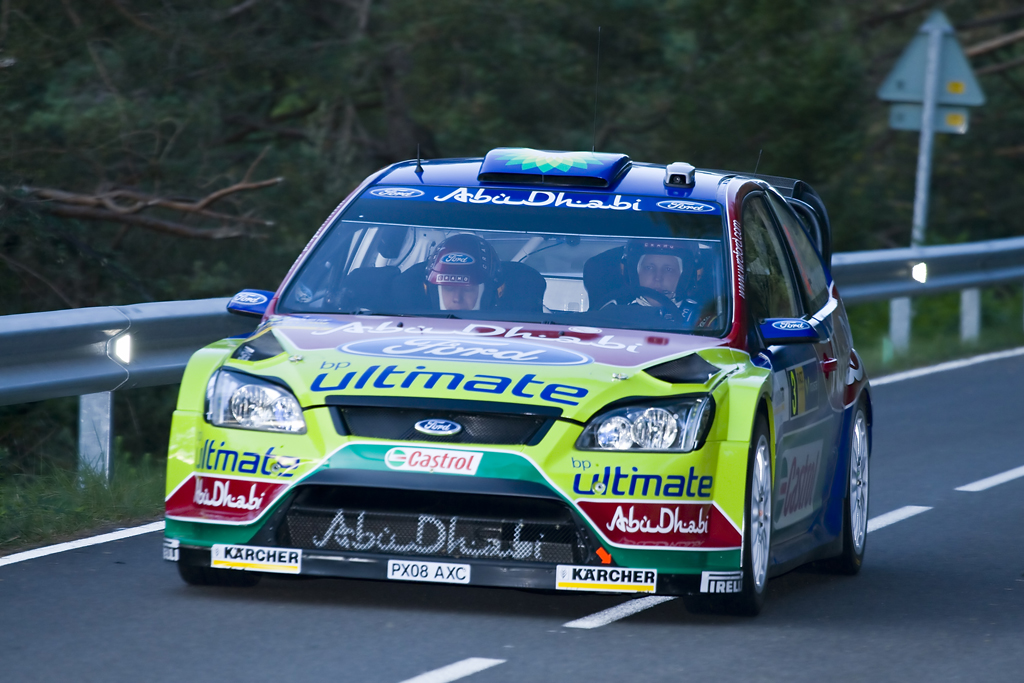
Hirvonen actief voor Ford in 2008, toen hij voor het eerst een gooi deed naar het kampioenschap

Deze resultaten zorgde voor hernieuwde interesse voor Hirvonen en hij maakte uiteindelijk een terugkeer bij Ford voor het seizoen 2006, als teamgenoot van tweevoudig wereldkampioen Marcus Grönholm, die overkwam van Peugeot. Een wat roestige start werd vervolgd met een sterk optreden van Hirvonen in de tweede helft van het seizoen, waarin de Fin zes podium resultaten op een rij wist te behalen, waaronder zijn eerste overwinning in het WK in Australië. Hij eindigde het seizoen uiteindelijk als derde in het kampioenschap achter teamgenoot Grönholm, die tweede werd. In het seizoen 2007 kreeg Hirvonen eenzelfde rol weggelegd binnen het team; fungerend als buffer voor teamgenoot Grönholm. Het seizoen verliep ditmaal een stuk consistenter voor Hirvonen, waarin elke rally werd uitgereden, en waar hij ditmaal naar drie overwinningen toe greep. Desondanks moest hij wederom onderdoen aan Grönholm en Sébastien Loeb, en eindigde net als het jaar daarvoor als derde in de titelstrijd. Hij hielp daarnaast het team van Ford aan het tweede constructeurskampioenschap voor het merk op rij. Grönholm beëindigde na dat seizoen zijn actieve carrière als rallyrijder, waardoor Hirvonen werd bevorderd tot de eerste rijder binnen het team van Ford.
Hirvonen kreeg in het seizoen 2008 in Jari-Matti Latvala een nieuwe teamgenoot. Tijdens ronde twee van het kampioenschap in Zweden, moest Hirvonen nog onderdoen aan Latvala, die daar won, maar in het restant van het seizoen had Hirvonen beduidend de bovenliggende hand en was de voornaamste concurrent van Citroën-rijder Loeb. De twee vochten tot de voorlaatste ronde om de titel in het kampioenschap, in een seizoen waarin Hirvonen wederom naar drie overwinningen greep, maar het rijderskampioenschap toch moest laten aan Loeb. Hirvonen eindigde dit keer als runner-up in het kampioenschap. Het seizoen 2009 werd net als in 2008 een tweestrijd tussen Loeb en Hirvonen, waarin de Fin in de eerste helft van het seizoen nog niet in staat was om te winnen, met Loeb die namelijk de eerste vijf rondes allen op zijn naam schreef. De ommekeer kwam in Sardinië, waar Latvala won voor Hirvonen op plaats twee, en Loeb slechts als vierde eindigde. In Griekenland won Hirvonen zijn eerste rally van het seizoen, een evenement waar Loeb door een ongeluk op moest geven. Hirvonen won vervolgens ook in Polen, Finland (zijn eerste zege voor thuispubliek) en in Australië, waar Hirvonen de overwinning kreeg aangereikt nadat het gehele team van Citroën een straftijd kreeg toebedeeld door een reglementaire overtreding van het team. Als leider in het kampioenschap had Hirvonen weinig kans tegen de Citroën delegatie in de asfaltwedstrijd in Catalonië, waar hij dan ook achter Loeb en Sordo op plaats drie eindigde. Met één punt voorsprong op Hirvonen werd de titelstrijd uitgevochten in de laatste ronde van het kampioenschap in Groot-Brittannië, waar Loeb vrij dominant won, en Hirvonen genoegen moest nemen met zowel een tweede plaats in de rally als in het kampioenschap.
Tijdens de 2010 editie van de Rally van Monte Carlo, de openingsronde van de Intercontinental Rally Challenge dat jaar, bracht Hirvonen het competitieve debuut van de Ford Fiesta S2000, een auto die vanaf 2011 de Focus WRC zou opvolgen voor de rallyactiviteiten van Ford. Hij bezorgde de Fiesta een succesvol debuut met een dominante overwinning.

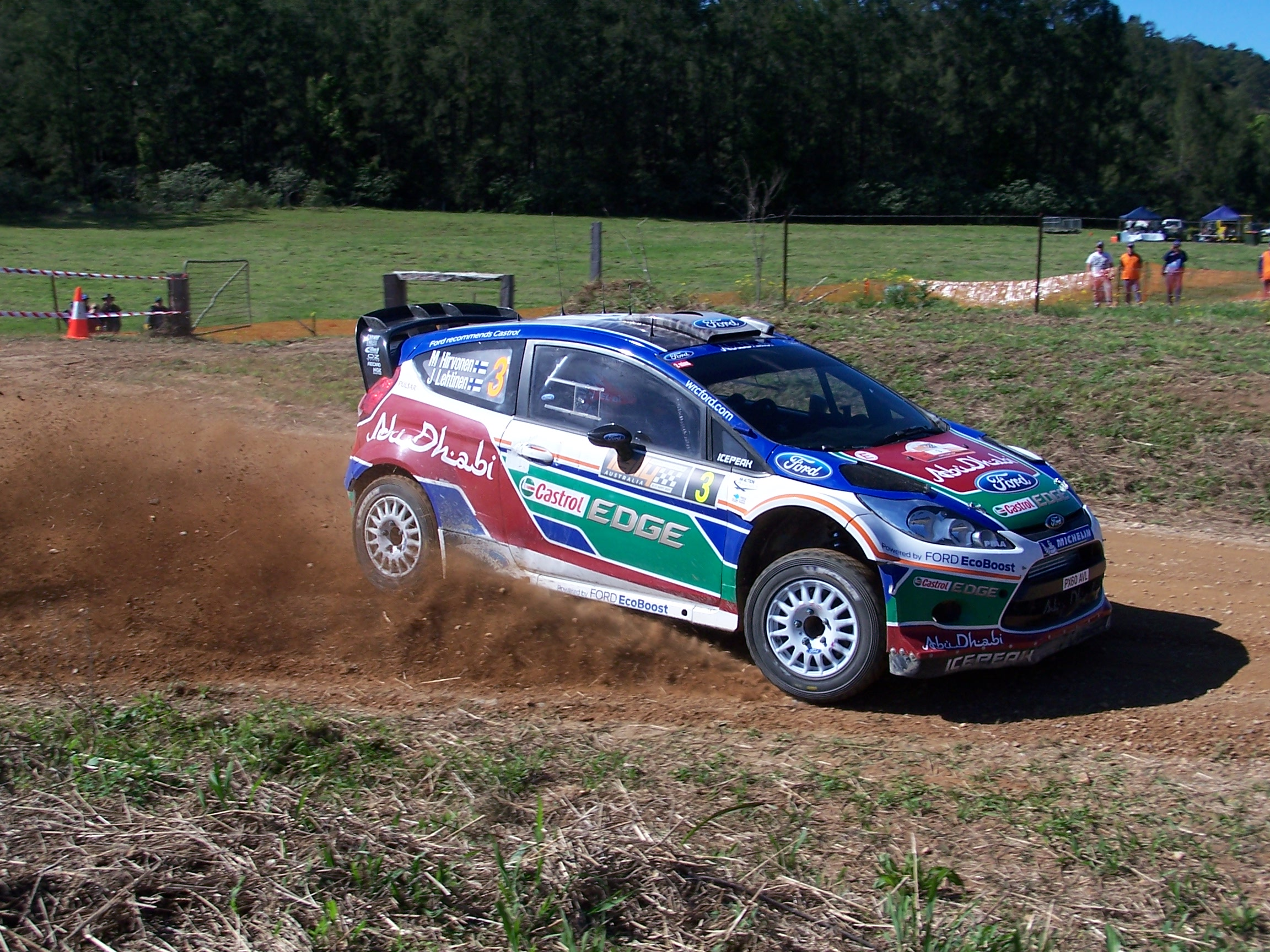
Hirvonen met de Fiesta RS WRC op weg naar de eindzege tijdens de Rally van Australië in 2011

Ook de start van het WK-seizoen in 2010 verliep uitstekend voor Hirvonen door het behalen van de overwinning in Zweden. In daaropvolgende rally's verliep het echter minder succesvol voor Hirvonen en hij wist nog in slechts één geval een podium resultaat af te dwingen. In Finland herpakte Hirvonen zijn vorm weer door als snelste te zijn op de openingsproeven van de rally. Op datzelfde moment beschadigde hij echter tijdens de landing van een jump zijn voorwielophanging, waardoor hij de controle over zijn auto kwijtraakte en vervolgens heftig uit de rally verongelukte. Zijn titelkansen bleken definitief verkeken toen hij tijdens de daaropvolgende ronde in Duitsland wederom moest opgeven, ditmaal vanwege een technisch probleem. In het resterende seizoen behaalde Hirvonen in elke rally wel kampioenschapspunten, maar zijn vroegere vorm kwam niet meer terug, waardoor gevechten om eindoverwinningen uitbleven. Hij eindigde het seizoen uiteindelijk slechts als zesde in het kampioenschap.
Hirvonen vervolgde zijn rol bij Ford in het seizoen 2011, nu voor het eerst actief met de nieuwe Fiesta RS WRC. Net als in 2010, wist Hirvonen de openingsronde in Zweden te winnen. Hij won ook in Australië en eindigde het kampioenschap uiteindelijk voor de derde keer als runner-up achter Loeb.

#### 2012-2013: Citroën

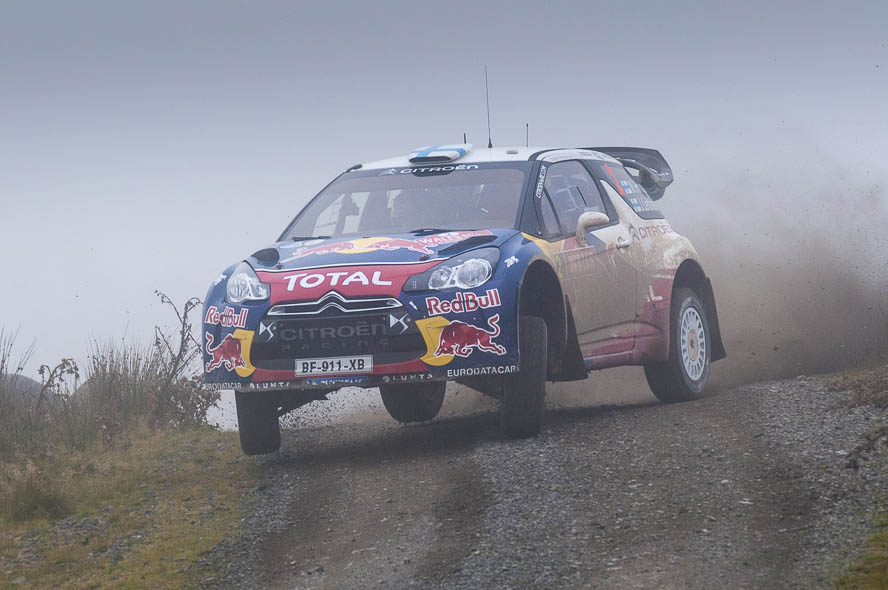
Hirvonen met Citroën actief tijdens de Rally van Groot-Brittannië in 2012

In het seizoen 2012 maakte Hirvonen de overstap naar Citroën, waar hij Sébastien Ogier verving als teamgenoot van Loeb. Hirvonen bleek een constante factor voor het team te zijn doordat hij alle rally's wist uit te rijden en daarin vaak op het podium. In Portugal won hij in eerste instantie, maar zijn auto kwam door een technische kwestie niet door de keuring heen na afloop van de rally en werd consequent gediskwalificeerd. Later in het seizoen in Sardinië greep Hirvonen wel naar de eer en sleepte daar zijn eerste overwinning voor Citroën binnen. In het kampioenschap eindigde hij als tweede en droeg bij aan Citroëns achtste wereldtitel bij de constructeurs. In 2013 wist Hirvonen geen overwinningen te boeken en waren vijf podium resultaten het maximale. In het kampioenschap speelde hij dan ook geen rol en eindigde daarin uiteindelijk als vierde in.

#### 2014: M-Sport

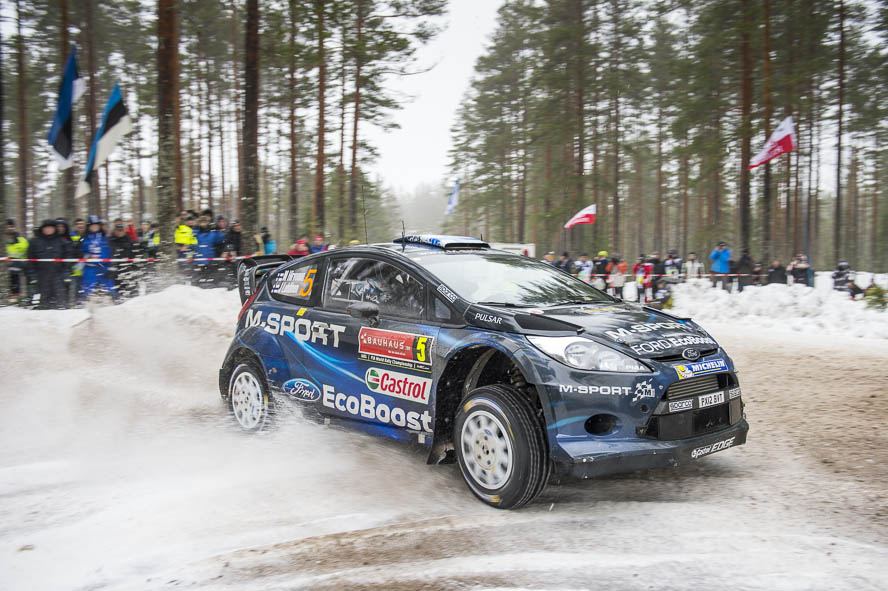
Hirvonen keerde voor 2014 terug bij M-Sport, hier actief in Zweden

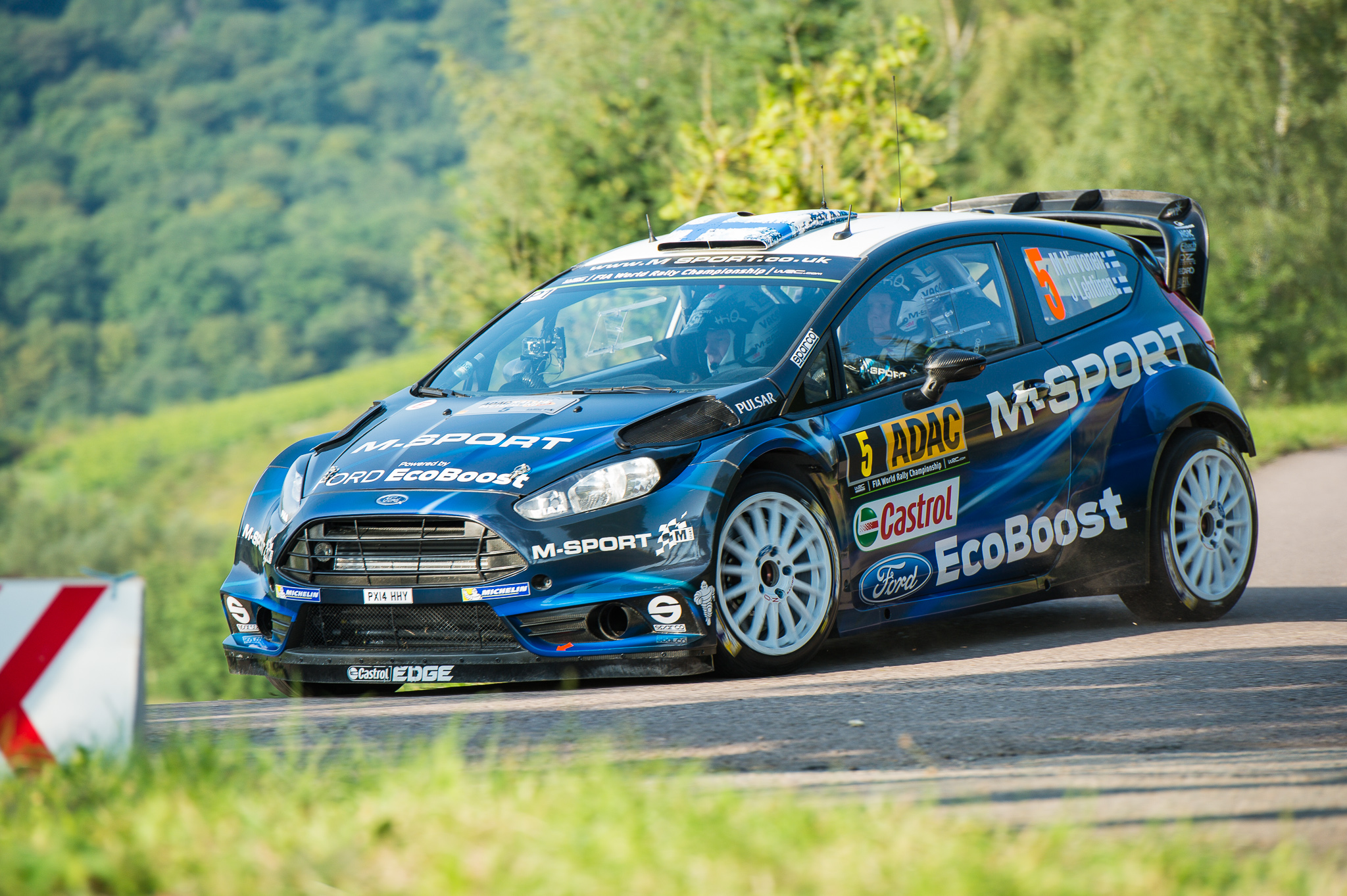
2014 werd ook zijn laatste seizoen in het WK rally

Hirvonen keerde in 2014 terug bij M-Sport, die middels niet meer als het Ford fabrieksteam opereerde, maar nu als M-Sport inschrijving meestreden in het constructeurskampioenschap. Hirvonen werd daarin kopman met Elfyn Evans als zijn teamgenoot. Hirvonen reed een constant seizoen, maar kwam op geen moment in aanmerking om mee te dingen voor de titel. Nog voor het einde van het seizoen kondigde hij aan zijn carrière in het wereldkampioenschap rally te beëindigen na afloop van 2014. Hij sloot zijn loopbaan succesvol af met een tweede plaats in Groot-Brittannië.

### Crosscountry
Hirvonen is sinds 2016 actief in crosscountry rally's met Mini, waaronder in de Dakar Rally. 

## Complete resultaten in het wereldkampioenschap rally
| Seizoen | Inschrijving                       | Auto                   | 1       | 2       | 3       | 4       | 5       | 6       | 7       | 8       | 9       | 10    | 11      | 12     | 13      | 14      | 15    | 16      | Pos. | Punten |
| ------- | ---------------------------------- | ---------------------- | ------- | ------- | ------- | ------- | ------- | ------- | ------- | ------- | ------- | ----- | ------- | ------ | ------- | ------- | ----- | ------- | ---- | ------ |
| 2002    | Mikko Hirvonen                     | Renault Clio S1600     | MON     | ZWE     | FRA     | SPA     | CYP     | ARG     | GRI     | KEN     | FIN 21  | DUI   | ITA DNF | NZL    | AUS     |         |       |         | –    | 0      |
| 2002    | Mikko Hirvonen                     | Subaru Impreza WRC2000 |         |         |         |         |         |         |         |         |         |       |         |        |         | GBR DNF |       |         | –    | 0      |
| 2003    | Ford Motor Co Ltd.                 | Ford Focus RS WRC 02   | MON DNF | ZWE 11  | TUR DNF | NZL 10  | ARG 16  | GRI DNF | CYP 6   | DUI 13  | FIN DNF | AUS 9 | ITA DNF | FRA 10 | SPA 14  | GBR DNF |       |         | 17   | 3      |
| 2004    | 555 Subaru World Rally Team        | Subaru Impreza WRC2003 | MON DNF | ZWE 9   |         |         |         |         |         |         |         |       |         |        |         |         |       |         | 7    | 29     |
| 2004    | 555 Subaru World Rally Team        | Subaru Impreza WRC2004 |         |         | MEX 5   | NZL 7   | CYP 5   | GRI DNF | TUR 6   | ARG 4   | FIN DNF | DUI 8 | JPN 7   | GBR 7  | ITA DNF | FRA 10  | SPA 8 | AUS 4   | 7    | 29     |
| 2005    | Mikko Hirvonen                     | Ford Focus RS WRC 03   | MON     | ZWE DNF | MEX     | NZL     | ITA DNF | CYP     | TUR     | GRI 5   | ARG     |       |         |        |         |         | SPA 3 | AUS     | 10   | 14     |
| 2005    | BP Ford World Rally Team           | Ford Focus RS WRC 03   |         |         |         |         |         |         |         |         |         | FIN 5 | DUI     | GBR    |         |         |       |         | 10   | 14     |
| 2005    | Škoda Motorsport                   | Škoda Fabia WRC        |         |         |         |         |         |         |         |         |         |       |         |        | JPN DNF | FRA     |       |         | 10   | 14     |
| 2006    | BP Ford World Rally Team           | Ford Focus RS WRC 06   | MON 7   | ZWE 12  | MEX 14  | SPA 9   | FRA 4   | ARG DNF | ITA 2   | GRI 3   | DUI 9   | FIN 3 | JPN 3   | CYP 3  | TUR 2   | AUS 1   | NZL 2 | GBR DNF | 3    | 65     |
| 2007    | BP Ford World Rally Team           | Ford Focus RS WRC 06   | MON 5   | ZWE 3   | NOO 1   | MEX 3   | POR 5   | ARG 3   | ITA 2   | GRI 4   |         |       |         |        |         |         |       |         | 3    | 99     |
| 2007    | BP Ford World Rally Team           | Ford Focus RS WRC 07   |         |         |         |         |         |         |         |         | FIN 2   | DUI 3 | NZL 3   | SPA 4  | FRA 13  | JPN 1   | IER 4 | GBR 1   | 3    | 99     |
| 2008    | BP Ford Abu Dhabi World Rally Team | Ford Focus RS WRC 07   | MON 2   | ZWE 2   | MEX 4   | ARG 5   | JOR 1   | ITA 2   | GRI 3   | TUR 1   | FIN 2   |       |         |        |         |         |       |         | 2    | 103    |
| 2008    | BP Ford Abu Dhabi World Rally Team | Ford Focus RS WRC 08   |         |         |         |         |         |         |         |         |         | DUI 4 | NZL 3   | SPA 3  | FRA 2   | JPN 1   | GBR 8 |         | 2    | 103    |
| 2009    | BP Ford Abu Dhabi World Rally Team | Ford Focus RS WRC 08   | IER 3   | NOO 2   | CYP 2   | POR 2   | ARG DNF |         |         |         |         |       |         |        |         |         |       |         | 2    | 92     |
| 2009    | BP Ford Abu Dhabi World Rally Team | Ford Focus RS WRC 09   |         |         |         |         |         | ITA 2   | GRI 1   | POL 1   | FIN 1   | AUS 1 | SPA 3   | GBR 2  |         |         |       |         | 2    | 92     |
| 2010    | BP Ford Abu Dhabi World Rally Team | Ford Focus RS WRC 09   | ZWE 1   | MEX 4   | JOR 20  | TUR 3   | NZL 4   | POR 4   | BUL 5   | FIN DNF | DUI DNF | JPN 6 | FRA 5   | SPA 5  | GBR 4   |         |       |         | 6    | 126    |
| 2011    | Ford Abu Dhabi World Rally Team    | Ford Fiesta RS WRC     | ZWE 1   | MEX 2   | POR 4   | JOR 4   | ITA 2   | ARG 2   | GRI 3   | FIN 4   | DUI 4   | AUS 1 | FRA 3   | SPA 2  | GBR DNF |         |       |         | 2    | 214    |
| 2012    | Citroën Total World Rally Team     | Citroen DS3 WRC        | MON 4   | ZWE 2   | MEX 2   | POR DSQ | ARG 2   | GRI 2   | NZL 2   | FIN 2   | DUI 3   | GBR 5 | FRA 3   | ITA 1  | SPA 3   |         |       |         | 2    | 198    |
| 2013    | Citroën Total Abu Dhabi WRT        | Citroën DS3 WRC        | MON 4   | ZWE 17  | MEX 2   | POR 2   | ARG 6   | GRI 8   | ITA DNF | FIN 4   | DUI 3   | AUS 3 | FRA 6   | SPA 3  | GBR DNF |         |       |         | 4    | 126    |
| 2014    | M-Sport World Rally Team           | Ford Fiesta RS WRC     | MON DNF | ZWE 4   | MEX 8   | POR 2   | ARG 9   | ITA DNF | POL 4   | FIN 5   | DUI 5   | AUS 5 | FRA 5   | SPA 3  | GBR 2   |         |       |         | 4    | 126    |

#### Overwinningen
| #  | Seizoen | Rally                             | Navigator      | Auto                 |
| -- | ------- | --------------------------------- | -------------- | -------------------- |
| 1  | 2006    | 19th Telstra Rally Australia      | Jarmo Lehtinen | Ford Focus RS WRC 06 |
| 2  | 2007    | 2nd Rally Norway                  | Jarmo Lehtinen | Ford Focus RS WRC 06 |
| 3  | 2007    | 4th Rally Japan                   | Jarmo Lehtinen | Ford Focus RS WRC 07 |
| 4  | 2007    | 63rd Wales Rally of Great Britain | Jarmo Lehtinen | Ford Focus RS WRC 07 |
| 5  | 2008    | 26th Jordan Rally                 | Jarmo Lehtinen | Ford Focus RS WRC 07 |
| 6  | 2008    | 9th Rally of Turkey               | Jarmo Lehtinen | Ford Focus RS WRC 07 |
| 7  | 2008    | 5th Rally Japan                   | Jarmo Lehtinen | Ford Focus RS WRC 08 |
| 8  | 2009    | 56th Acropolis Rally              | Jarmo Lehtinen | Ford Focus RS WRC 09 |
| 9  | 2009    | 66th Rally Poland                 | Jarmo Lehtinen | Ford Focus RS WRC 09 |
| 10 | 2009    | 59th Neste Oil Rally Finland      | Jarmo Lehtinen | Ford Focus RS WRC 09 |
| 11 | 2009    | 20th Repco Rally Australia        | Jarmo Lehtinen | Ford Focus RS WRC 09 |
| 12 | 2010    | 58th Rally Sweden                 | Jarmo Lehtinen | Ford Focus RS WRC 09 |
| 13 | 2011    | 59th Rally Sweden                 | Jarmo Lehtinen | Ford Fiesta RS WRC   |
| 14 | 2011    | 21st Repco Rally Australia        | Jarmo Lehtinen | Ford Fiesta RS WRC   |
| 15 | 2012    | 9º Rally d'Italia Sardegna        | Jarmo Lehtinen | Citroën DS3 WRC      |

## Overige internationale overwinningen

#### Intercontinental Rally Challenge
| Seizoen | Rally                                  | Navigator      | Auto              |
| ------- | -------------------------------------- | -------------- | ----------------- |
| 2010    | 78ème Rallye Automobile de Monte-Carlo | Jarmo Lehtinen | Ford Fiesta S2000 |

## Resultaten in de Dakar-rally
| Jaar | Etappe-overwinningen | Resultaat |
| ---- | -------------------- | --------- |
| 2016 | 1                    | 4         |
| 2017 | 0                    | 13        |